# Blainville-sur-Orne
Blainville-sur-Orne (blɛ̃vil syʁ ɔʁnⓘ) – miejscowość i gmina we Francji, w regionie Normandia, w departamencie Calvados, nad rzeką Orne.
Według danych na rok 1990 gminę zamieszkiwało 4341 osób, a gęstość zaludnienia wynosiła 611 osób/km² (wśród 1815 gmin Dolnej Normandii Blainville-sur-Orne plasuje się na 43. miejscu pod względem liczby ludności, natomiast pod względem powierzchni na miejscu 709.).
W miejscowości znajduje się fabryka koncernu Renault Trucks, która zatrudnia 2500 osób. Znajdowała się tam stocznia Chantiers Navals Français produkująca w okresie 1918 – 1954.